# Katee Sackhoff
Kathryn Ann "Katee" Sackhoff, född den 8 april 1980 i Portland i Oregon, är en amerikansk skådespelare som framförallt är känd för rollfiguren  Kara Thrace i den amerikanska science fiction-serien Battlestar Galactica. 2004 blev hon nominerad till en Saturn Award för sin roll i den serien och 2006 fick hon även själva priset. Hon är också känd för sin medverkan i White Noise 2: The Light och i TV-serien 24 där hon under seriens åttonde säsong spelade Dana Walsh.

## Filmografi (i urval)
| År         | TV / film                                        | Roll                              | Noteringar                             |
| ---------- | ------------------------------------------------ | --------------------------------- | -------------------------------------- |
| 1998       | Fifteen and Pregnant                             | Karen Gotarus                     | TV-film                                |
| 1999       | Locust Valley                                    | Claire Shaw                       | TV-film                                |
| 1999       | Zoe, Duncan, Jack and Jane                       | Susan                             | TV-serie                               |
| 1999       | Chicken Soup for the Soul                        | Claire                            | TV-serie                               |
| 1999       | Hefner                                           | Mary                              | TV-film                                |
| 2000       | Undressed                                        | Annie                             | TV-serie                               |
| 2000       | The Fearing Mind                                 | Lenore Fearing                    | TV-serie                               |
| 2001       | My First Mister                                  | Ashley                            |                                        |
| 2001       | The Education of Max Bickford                    | Nell Bickford                     | TV-serie                               |
| 2002       | Halloween: Resurrection                          | Jenna                             |                                        |
| 2003       | Battlestar Galactica                             | Kara 'Starbuck' Thrace            | TV-miniserie (avsnitt 1)               |
| 2003       | Boomtown                                         | Holly                             | TV-serie                               |
| 2004–2009  | Battlestar Galactica                             | Kara 'Starbuck' Thrace            | TV-serie                               |
| 2004       | Cold Case                                        | unga Terri Maxwell                | TV-serie                               |
| 2007       | White Noice 2: The Light                         | Sherry Clarke                     |                                        |
| 2007       | The Last Sentinel                                | Girl                              |                                        |
| 2007       | How I Married My High School Crush               | Sara Jacobs                       | TV-film                                |
| 2007–nutid | Robot Chicken                                    | Röst åt olika karaktärer          | TV-serie                               |
| 2007       | Bionic Woman                                     | Sarah Corvus                      | TV-serie                               |
| 2007       | Battlestar Galactica: Razor                      | Kara 'Starbuck' Thrace            | TV-film                                |
| 2007       | The Plan                                         | Kara 'Starbuck' Thrace            |                                        |
| 2009       | Lost & Found                                     | Tessa Cooper                      | TV-film                                |
| 2009       | Nip/Tuck                                         | Teddy Rowe                        | TV-serie                               |
| 2010       | Boston's Finest                                  | Julia Scott                       | TV-film                                |
| 2010       | 24                                               | Dana Walsh                        | TV series (20 avsnitt)                 |
| 2010–2011  | CSI: Crime Scene Investigation                   | Detective Frankie Reed            | TV-serie (säsong 11, avsnitt 6 och 14) |
| 2011       | Workaholics                                      | Rachel                            | TV-serie                               |
| 2012       | Longmire                                         | Victoria Moretti                  | TV-serie                               |
| 2013       | The Haunting in Connecticut 2: Ghosts of Georgia | Joyce                             | Film                                   |
| 2013       | Riddick                                          | Dahl                              | Film                                   |
| 2013       | Oculus                                           | Marie Russell                     | Film                                   |
| 2014       | Tell                                             | Beverley                          | Film                                   |
| 2021       | Night of the Animated Dead                       | Judy (röst)                       | Film                                   |
| 2021       | Batman: The Long Halloween                       | Pamela Isley / Poison Ivey (röst) | Film (tvådelad)                        |